# Relaciones Laos-Venezuela
Las relaciones Laos-Venezuela se refieren a las relaciones internacionales que existen entre Laos y Venezuela.

## Historia
Laos reconoció los resultados de las elecciones presidenciales de Venezuela de 2018, donde Nicolás Maduro fue declarado como ganador.[cita requerida] Durante la crisis presidencial de Venezuela en 2019, Laos expresó su respaldo a Nicolás Maduro.
En agosto del mismo año el viceministro de Venezuela para Asia, Medio Oriente y Oceanía, Rubén Darío Molina, realizó una gira por el continente asiático, donde sostuvo una reunión de trabajo en Laos.